# Les Sept Noms du peintre
Les Sept Noms du peintre est un roman de Philippe Le Guillou publié le 17 décembre 1997 aux éditions Gallimard et ayant reçu la même année le prix Médicis.

## Résumé
L'histoire d'Erich Sebastian Berg, peintre imaginaire, lancé dans une quête folle de la beauté et de l'absolu.

## Éditions
- Les Sept Noms du peintre, éditions Gallimard, 1997  (ISBN 2070750248).